# Podveky
Podveky är en ort i Tjeckien.   Den ligger i regionen Mellersta Böhmen, i den centrala delen av landet, 50 km sydost om huvudstaden Prag. Podveky ligger 471 meter över havet och antalet invånare är 209.
Terrängen runt Podveky är lite kuperad. Runt Podveky är det ganska tätbefolkat, med 58 invånare per kvadratkilometer. Närmaste större samhälle är Vlašim, 14,8 km sydväst om Podveky. Omgivningarna runt Podveky är en mosaik av jordbruksmark och naturlig växtlighet.